# Mittalliansen
Mittalliansen var ett lokalt politiskt parti som var registrerat för val till kommunfullmäktige i Ludvika kommun. Partiet var representerat i Ludvika kommunfullmäktige under mandatperioden 1998/2002.